# Sebastiano Esposito
Sebastiano Esposito (Castellammare di Stabia, 2 juli 2002) is een Italiaans voetballer die als aanvaller speelt. Sinds januari 2023 staat hij onder huurcontract bij SSC Bari.

## Clubcarrière

### Internazionale
Esposito is een jeugdproduct van Internazionale. Hij maakte op 14 maart 2019 op zestienjarige leeftijd zijn debuut in de hoofdmacht van de club: in een Europa League-wedstrijd tegen Eintracht Frankfurt mocht hij in de 73e minuut invallen voor Borja Valero. Inter verloor de wedstrijd met 0-1 en werd zo uitgeschakeld in de achtste finales, maar Esposito brak wel meteen enkele records: zo werd hij met zijn 16 jaar en 255 dagen de jongste speler ooit die een Europese wedstrijd speelde voor Inter en werd hij de eerste speler geboren in 2002 die een Europese wedstrijd (Champions League/Europa League) speelde.
Op 21 december 2019 scoorde Esposito in de competitiewedstrijd tegen Genoa CFC zijn eerste profdoelpunt voor Inter – met dank aan Romelu Lukaku, die hem als vaste strafschopnemer de kans gaf om bij zijn debuut als basisspeler ook zijn eerste Serie-A goal te scoren vanop de stip. Met zijn 17 jaar en 172 dagen was hij de tweede jongste doelpuntenmaker uit de Inter-geschiedenis, na Mario Corso (17 jaar en 97 dagen) in 1958.

#### Uitleenbeurten
In september 2020 leende Inter hem tot het einde van het seizoen uit aan Serie B-club SPAL. Toen hij daar vanaf eind november nog nauwelijks aan spelen toekwam, werd het huurcontract in januari 2021 overgenomen door reeksgenoot Venezia FC. Hierna werd hij verhuurd aan FC Basel.
Begin juli 2022 werd Esposito voor een seizoen verhuurd aan RSC Anderlecht met aankoopoptie. Hij verliet Anderlecht echter al in januari 2023. De aanvaller maakte het seizoen af bij SSC Bari. 

## Clubstatistieken
| Seizoen         | Club             | Land                 | Competitie         | Competitie | Competitie | Beker | Beker | Supercup | Supercup | Europees | Europees | Totaal | Totaal |
| Seizoen         | Club             | Land                 | Competitie         | Wed.       | Dlp.       | Wed.  | Dlp.  | Wed.     | Dlp.     | Wed.     | Dlp.     | Wed.   | Dlp.   |
| --------------- | ---------------- | -------------------- | ------------------ | ---------- | ---------- | ----- | ----- | -------- | -------- | -------- | -------- | ------ | ------ |
| 2018/19         | Internazionale   | Vlag van Italië      | Serie A            | 0          | 0          | 0     | 0     | —        | —        | 1        | 0        | 1      | 0      |
| 2019/20         | Internazionale   | Vlag van Italië      | Serie A            | 7          | 1          | 2     | 0     | —        | —        | 5        | 0        | 14     | 1      |
| 2020/21         | → SPAL           | Vlag van Italië      | Serie B            | 10         | 1          | 3     | 0     | —        | —        | —        | —        | 13     | 1      |
| 2020/21         | → Venezia FC     | Vlag van Italië      | Serie B            | 19         | 2          | 0     | 0     | —        | —        | —        | —        | 19     | 2      |
| 2021/22         | → FC Basel       | Vlag van Zwitserland | Super League       | 23         | 6          | 1     | 0     | —        | —        | 10       | 1        | 34     | 7      |
| 2022/23         | → RSC Anderlecht | Vlag van België      | Jupiler Pro League | 0          | 0          | 0     | 0     | 0        | 0        | 0        | 0        | 0      | 0      |
| Carrière totaal | Carrière totaal  | Carrière totaal      | Carrière totaal    | 59         | 10         | 6     | 0     | 0        | 0        | 10       | 1        | 75     | 10     |

Bijgewerkt op 10 juli 2022.

## Privé
- Ook zijn jongere broer Salvatore Esposito is profvoetballer. Hij maakte zijn profdebuut in het shirt van SPAL en werd later uitgeleend aan Ravenna FC 1913 en Chievo Verona.